# Afrobystra
Afrobystra är ett släkte av steklar. Afrobystra ingår i familjen brokparasitsteklar.
Kladogram enligt Catalogue of Life:
| Afrobystra | \| \| Afrobystra meridionalis \| \| \| \| \| \| Afrobystra sinuata \| \| \| \| \| \| Afrobystra sinuatops \| \| \| \| \| \| Afrobystra superbula \| \| \| \| \| \| Afrobystra variata \| \| \| \| |
|            | \| \| Afrobystra meridionalis \| \| \| \| \| \| Afrobystra sinuata \| \| \| \| \| \| Afrobystra sinuatops \| \| \| \| \| \| Afrobystra superbula \| \| \| \| \| \| Afrobystra variata \| \| \| \| |
|            | Afrobystra meridionalis |
|            | |
|            | Afrobystra sinuata |
|            | |
|            | Afrobystra sinuatops |
|            | |
|            | Afrobystra superbula |
|            | |
|            | Afrobystra variata |
|            | |